# Scanners: The Showdown
Scanners: The Showdown es una película de ciencia ficción de 1995, es una secuela de Scanner Cop, dirigida por Steve Barnett. Forma parte de la saga de Scanners.

## Argumento
El policía Samuel "Sam" Staziak (Daniel Quinn), está tras la pista y búsqueda de un escáner renegado llamado Karl Volkin que escapó de una institución mental y está hambriento de venganza y poder. Para lograr sus fechorías, tiene que absorber la energía de otros escáneres más débiles para poder destruir a "Sam" que años atrás lo arrestó y mató a su compañero delincuente. Sam entonces tiene que usar sus poderes mentales e ilusionistas para poder destruir su enemigo.

## Lanzamiento
La película fue lanzada en VHS por Republic Pictures. Un DVD ha sido puesto en libertad en Canadá con su predecesor.